# 朱琳
朱 琳（しゅ りん、ズー・リン、1984年10月29日 - ）は中華人民共和国の女子バドミントン選手。上海市出身。

## 経歴
1998年に上海市体工大隊に参加。ナショナルチームに選ばれる前に、世界ジュニア選手権団体戦優勝、アジアジュニア選手権女子シングルスで優勝している。
ナショナルチームで国際大会に出場するようになってから、タイオープン（2006,2007）、インドネシア・オープン（2006,2008）、マレーシア・オープン（2007）などで優勝。団体戦でも2006年ドーハアジア競技大会やユーバー杯で中国女子団体の金メダル獲得に貢献。
そしてクアラルンプールで開催された2007年世界バドミントン選手権大会でも、決勝戦において2-0（21-8、21-12）で香港の王晨を打ち破って金メダルを獲得し、22歳で世界チャンピオンとなる。
このように各種大会で実績を残したことから、北京オリンピックのメダル有力候補であるとも思われていたが、中国バドミントン界の層の厚さと、1カ国あたりの出場人数制限に阻まれ、オリンピック中国代表に選出されることは叶わなかった。
2009年、アジア選手権では決勝で北京オリンピック銀メダルの謝杏芳を破って優勝。